# Alexandru Gațcan
Alexandru Gațcan (n. 27 martie 1984, Chișinău) este un fotbalist internațional moldovean, care în prezent evoluează la clubul rus FC Rostov și la echipa națională de fotbal a Moldovei.

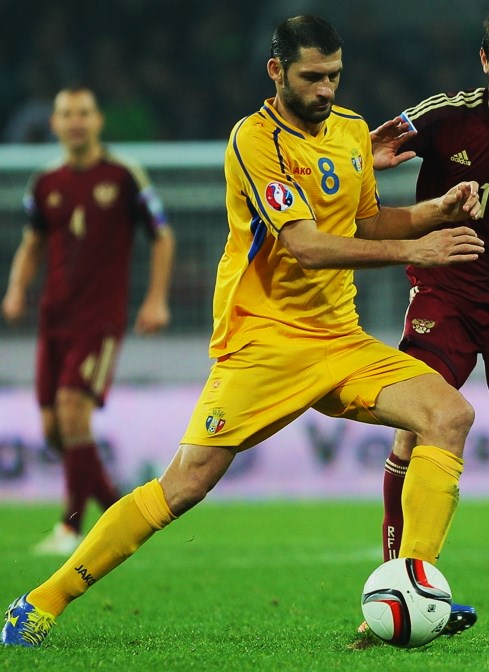
Gațcan în meciul Moldova - Rusia din 15 octombrie 2014

El a jucat în două meciuri din calificările pentru Campionatul Mondial de Fotbal 2006 și în 7 meciuri din preliminariile Campionatului European de Fotbal 2008. Gațcan a jucat peste 30 de meciuri pentru naționala Moldovei, marcând trei goluri.
În 2007, Gațcan a primit cetățenia Rusiei.

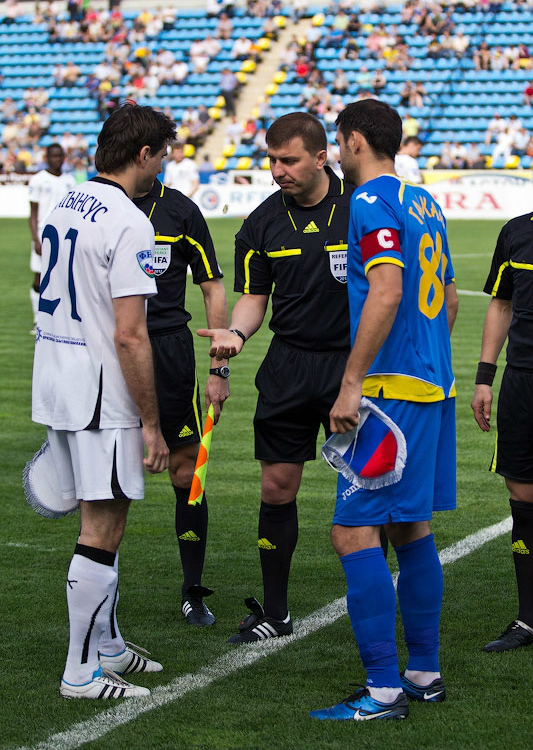
Moldovenii Valeriu Catînsus și Alexandru Gațcan (dreapta) ca căpitani și adversari într-un meci FC Șinnik - FC Rostov din campionatul Rusiei, pe 18 mai 2012

## Palmares
- Fotbalistul moldovean al anului (2): 2013,[3] 2015[4]